# Kombajn zrębowy

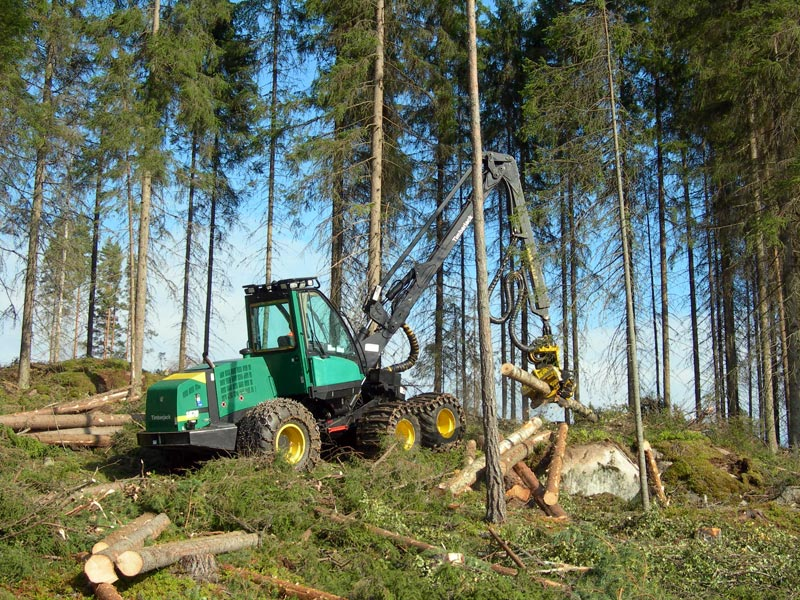
Timberjack 1070 D Harvester

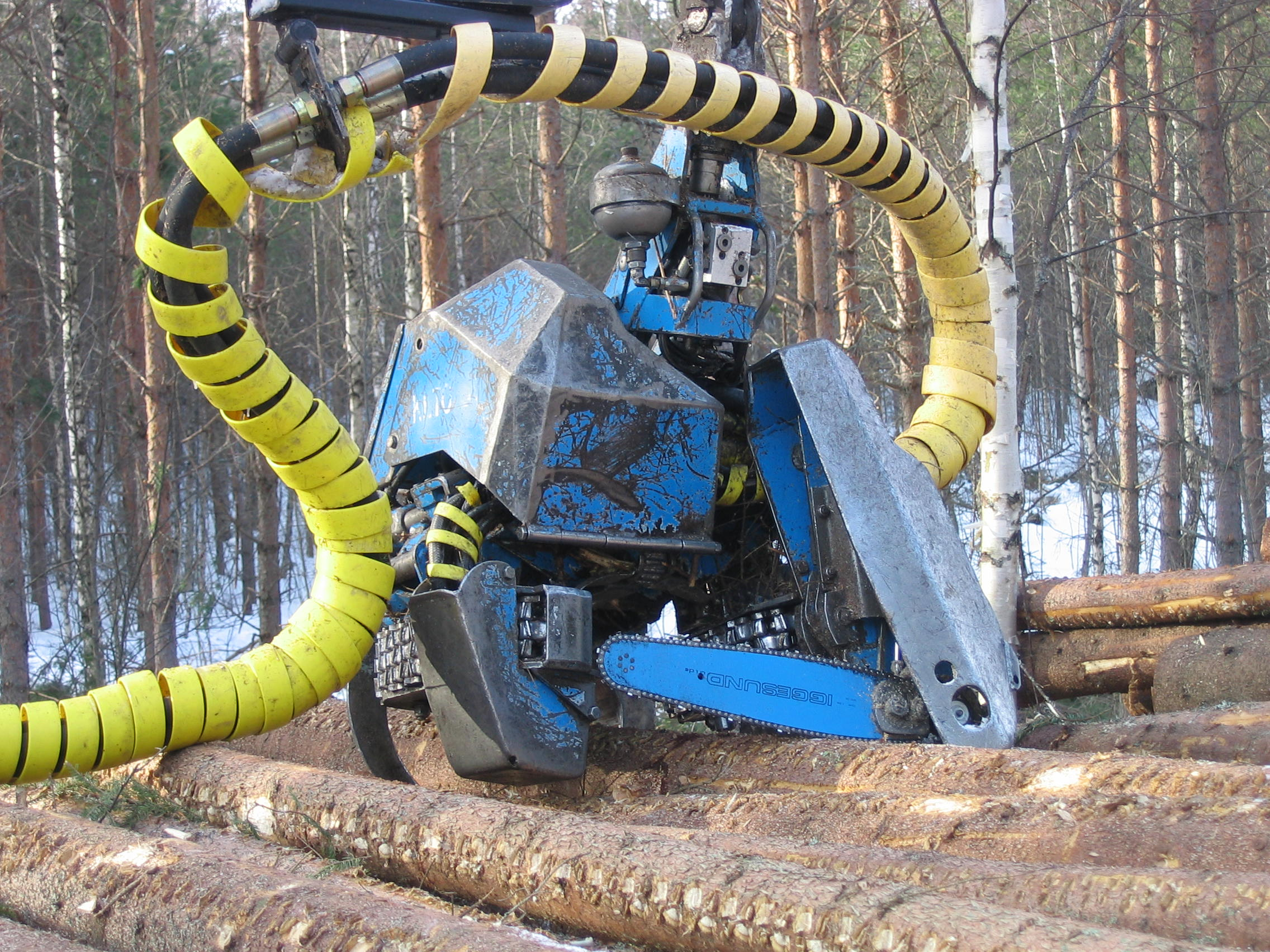
Głowica ścinkowa wyposażona w piłę łańcuchową z napędem hydraulicznym

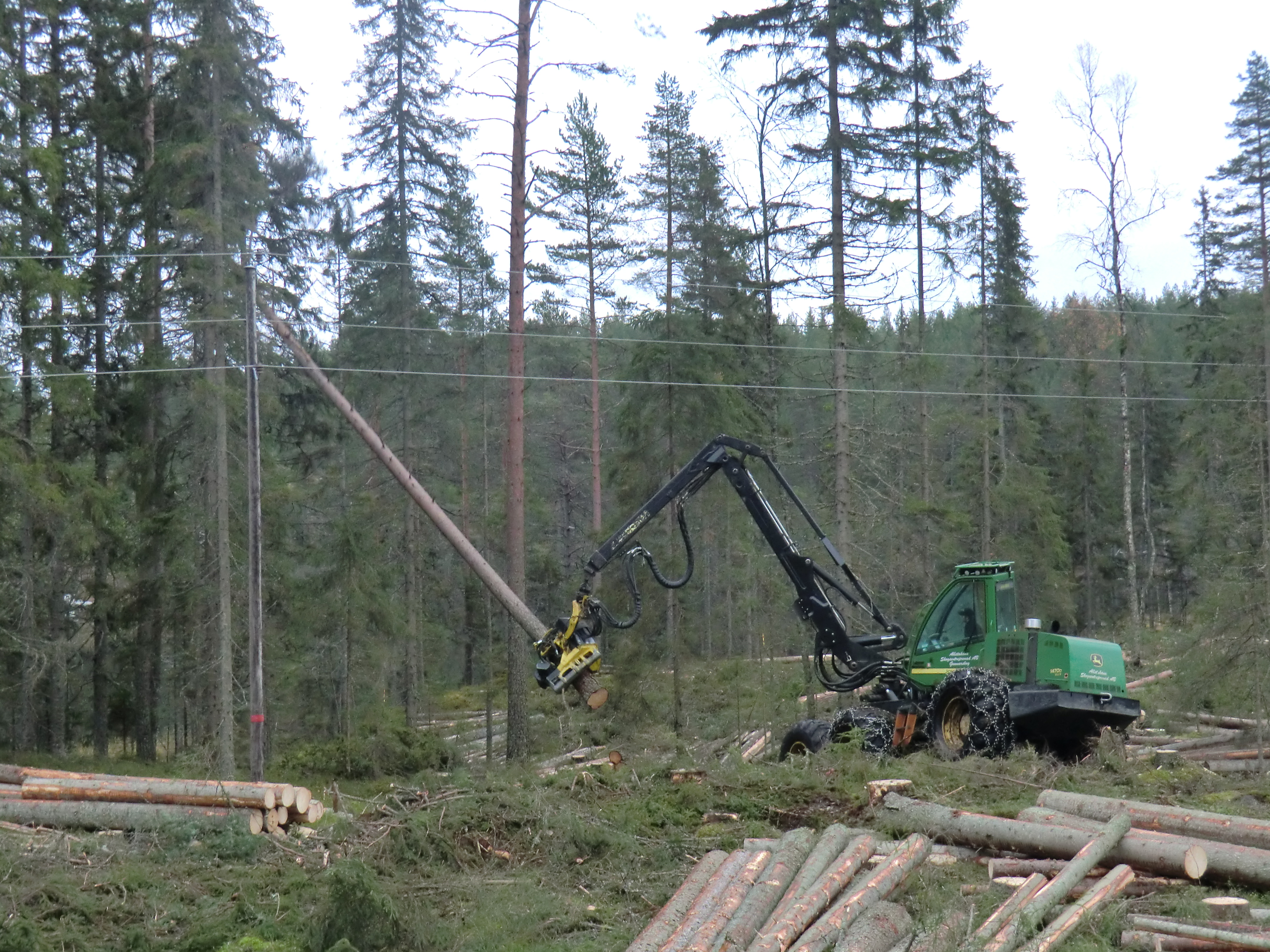
Kombajn zrębowy podczas pracy

Kombajn zrębowy (harwester, z ang. harvester) – uniwersalna maszyna leśna ścinkowo-okrzesująco-przerzynająca wykorzystywana przy zrębie.
Pierwszy kombajn zrębowy został wprowadzony w Szwecji przez firmę SP Maskiner, we wczesnych latach 80. XX wieku.
Kombajn zrębowy jest najczęściej maszyną samobieżną wyposażoną w głowicę ścinkową, której elementem roboczym są noże lub piła. Głowica zwykle zamontowana jest na przegubowym wysięgniku sterowanym hydraulicznie.
Maszyna ta przeznaczona jest do pozyskiwania drewna w systemie sortymentalnym, na zrębie zostają takie elementy, jak wałki, wyrzynki, kłody czy też dłużyce. Kombajny zrębowe nadają się do drzewostanów, w których drzewa wytwarzają pień w kształcie strzały. Najlepiej jeśli drzewo jest drobnogałęziste, o gałęziach zrośniętych w kącie prostym lub w dół.